# Viale Pasubio
Viale Pasubio è una strada di Milano. Congiunge piazza XXV Aprile (e quindi Porta Garibaldi) con piazzale Baiamonti (e quindi Porta Volta).
È una strada commerciale, lunga circa 350 metri, pesantemente danneggiata dai bombardamenti della seconda guerra mondiale.

## Storia

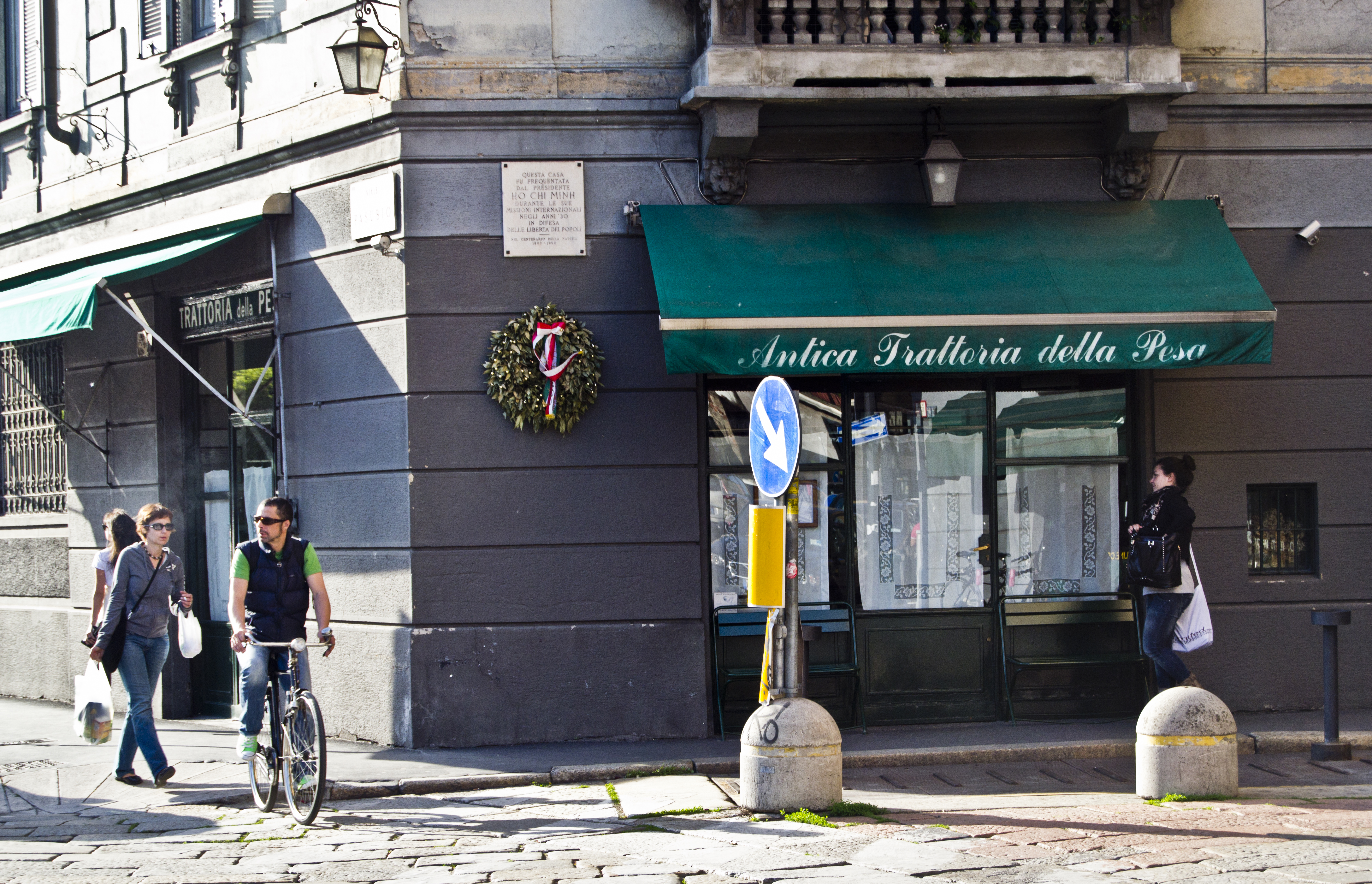
LAntica Trattoria della Pesa e la targa a Ho Chi Minh

Viale Pasubio è parte della circonvallazione interna, un anello di strade costruito immediatamente all'esterno delle mura spagnole. Come tale, costituiva da sempre un importante asse viabilistico.
All'estremo orientale di viale Pasubio si trova l'arco di Porta Garibaldi, all'estremo occidentale Porta Volta, aperta nel 1880 come accesso al nuovo cimitero e alla nuova strada Comasina (l'attuale via Carlo Farini).
Nel 1878 il viale risultava già percorso dalla tranvia di circonvallazione ed era già attorniato da una fitta edificazione.

Alla fine del XIX secolo, la strada portava il nome di Viale di Porta Garibaldi, successivamente mutato nell'attuale in ricordo del monte Pasubio, teatro di importanti vicende belliche durante la prima guerra mondiale.

I resti dei bombardamenti in viale Pasubio

Durante la seconda guerra mondiale la strada venne pesantemente danneggiata dai bombardamenti del 24 ottobre 1942 e delle notti dell'8 e 13 agosto 1943. Gli edifici posti sul lato sud non vennero mai ricostruiti e restarono per decenni allo stato di rovina. In questa zona si era insediato un grande vivaio e una serie di accampamenti abusivi, i più centrali di Milano, sgomberati il 15 marzo 2012.
Il progetto del centro direzionale, inserito nel PRG del 1953, prevedeva la demolizione dei vecchi edifici sul lato nord, e la loro sostituzione con moderni edifici a destinazione residenziale e terziaria; l'area di piazzale Baiamonti sarebbe stata occupata da uno svincolo simil-autostradale. Tali opere però non vennero mai realizzate.
Negli ultimi anni, la pedonalizzazione di piazza XXV Aprile ha privato il viale della sua funzione viabilistica, se non come accesso all'area e al parcheggio sotterraneo.

Nel viale Pasubio si trova l'Antica Trattoria della Pesa, uno dei ristoranti storici di Milano, che fa parte dei Locali storici d'Italia. È così chiamata perché si colloca esattamente dove, nel XIX secolo, le merci che giungevano da fuori città, venivano pesate per il dazio che andava pagato nei vicini caselli di Porta Volta. Il ristorante è stato fondato nel 1880 e mantiene la stessa insegna e la stessa posizione di allora. Negli anni trenta vi lavorò, come cameriere, il futuro presidente del Vietnam del Nord, Ho Chi Minh. Una targa di marmo sull'edificio ricorda quel lontano evento.

Grattacielo di Viale Pasubio (Torre Unilever)

Nelle immediate vicinanze (in via privata Nino Bonnet, 10) sorge il cosiddetto "Grattacielo di Viale Pasubio", o "Torre Unilever", costruito negli anni settanta, un tempo affittato dalla multinazionale Unilever. Il grattacielo è rimasto abbandonato per alcuni anni, ma attualmente, dopo un ampio lavoro di riqualificazione, è una delle sedi milanesi della multinazionale Accenture.

## Viale Pasubio nella cinematografia
Il Viale Pasubio appare in due sequenze del film Happy Family (Gabriele Salvatores, 2010): in una scena si vede l'Antica Trattoria della Pesa, mentre nell'altra si vede il celebre graffito di Bros sulle rovine dei bombardamenti.Un'inquadratura del film Lui è peggio di me (Enrico Oldoini, 1984) riprende l'estremo est del viale, con piazzale Baiamonti sullo sfondo.

## Riqualificazione
Il 17 dicembre 2010 la Giunta comunale ha approvato un progetto di riqualificazione dell'area: la superficie interessata è di oltre 17 000 m² e comprende viale Pasubio e l'area con viale Crispi, Porta Volta, viale Montello. Il progetto, finanziato dalla società "Finaval", è dello studio Herzog & de Meuron e "SD Partners" e risale al 2008. Il terreno è da sempre proprietà della famiglia Feltrinelli, ancora nell'Ottocento vi si collocava la falegnameria di famiglia.
Il progetto prevede anche un ampio parco lineare sviluppato parallelamente all'edificio, sul lato di viale Francesco Crispi. L'intervento prevede inoltre la ristrutturazione dei marciapiedi e la realizzazione di nuovi corsi pedonali e ciclabili fino a piazza Lega Lombarda e piazzale Biancamano.
Nel 2010 è stato realizzato un campione dell'edificio. L'avvio del lavoro di bonifica, previsto per il 15 marzo 2012, ha avuto avvio effettivo il 9 maggio 2012 ad opera di Manfreda Scavi Snc. Nell'autunno 2012 si è proceduto con le operazioni preliminari: otto mesi di attività preparatorie, quindi due anni di costruzione.
Nel dicembre 2016 è stato inaugurato il complesso della Fondazione Feltrinelli, noto come Piramidi in vetro di Herzog, due edifici identici di forma piramidale con ampie vetrate; nel primo ha trovato posto una libreria, una sala lettura, il grande archivio della Fondazione ed alcune sale congressi; la sede della Fondazione, in totale, si sviluppa su 5 piani, per un totale di circa 2.700 metri quadrati. Nel 2017, nell'edificio gemello, ha aperto una nuova sede di Microsoft.
Si attende ora la realizzazione di un'area verde pubblica, con grandi viali, un parco giochi, percorsi pedonali e piste ciclabili.

## Trasporti
- Garibaldi FS
- Stazione di Milano Porta Garibaldi
- Stazione di Milano Porta Garibaldi sotterranea

## Galleria d'immagini

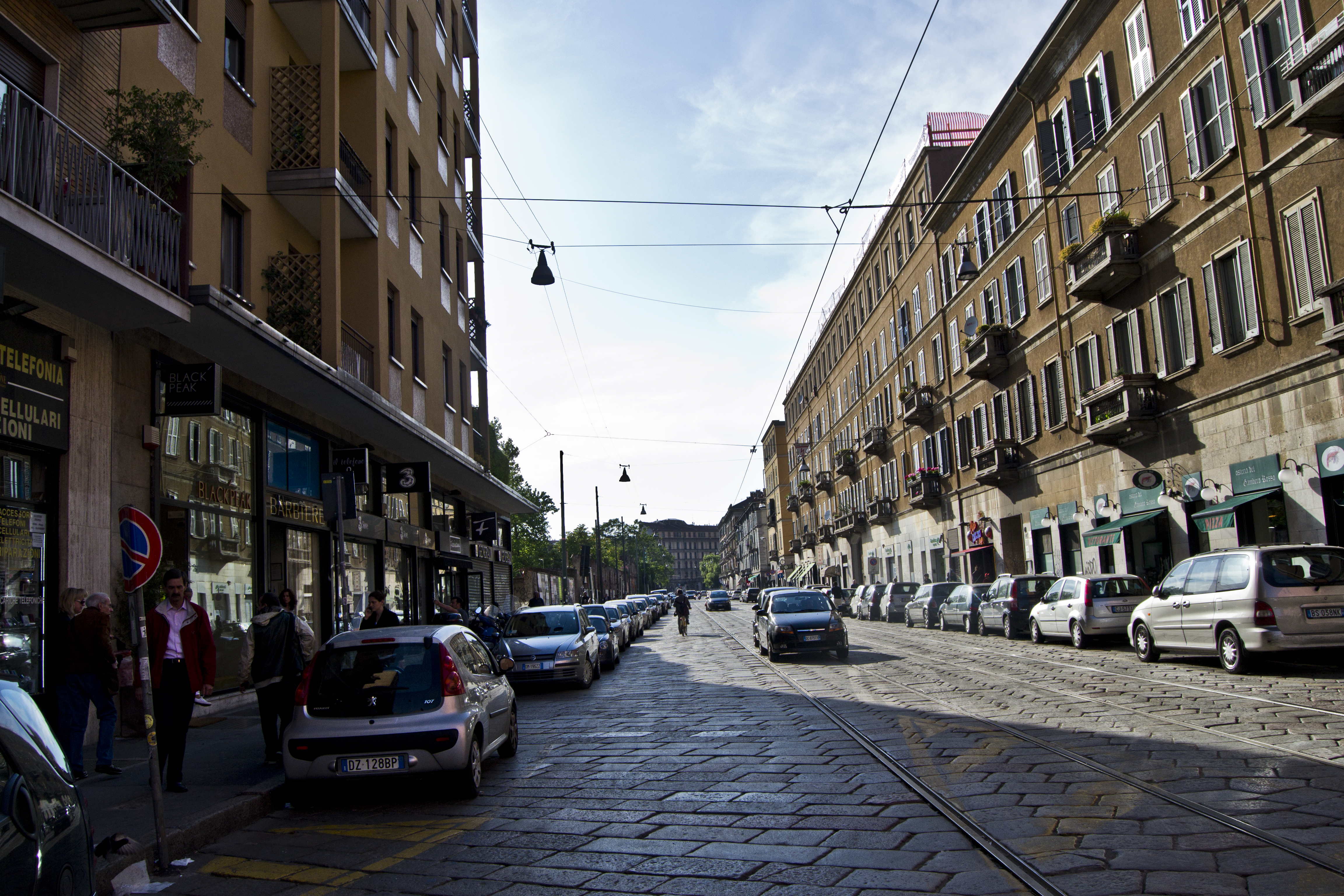
Viale Pasubio visto da piazza XXV Aprile, prima della riqualificazione
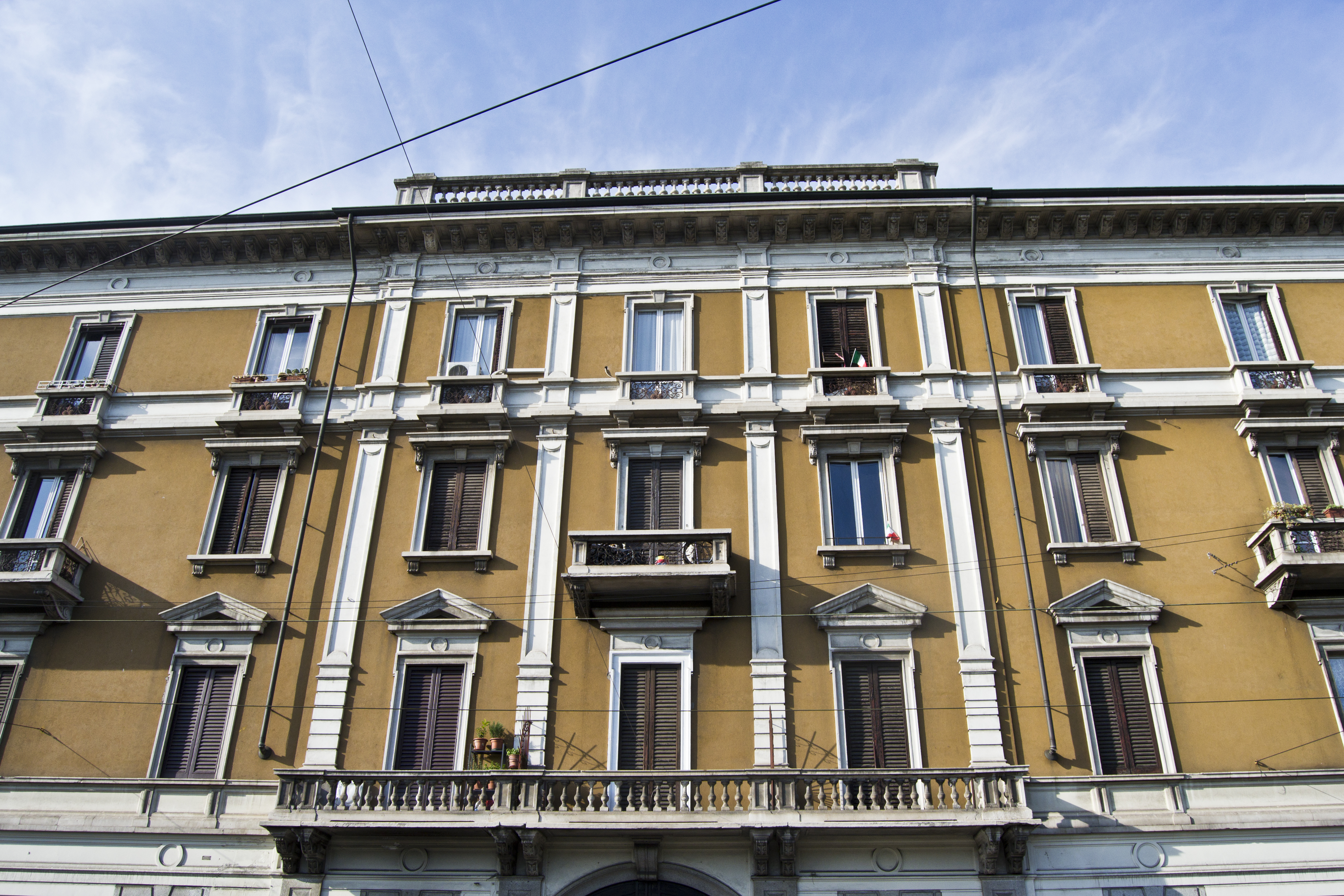
Un palazzo del viale